# 닛코시
닛코시(일본어: 日光市, 문화어: 닉꼬시)는 일본 도치기현에 있는 시이다. 도쿄에서 북쪽으로 약 140km, 우쓰노미야시에서 서쪽으로 약 35km 떨어져 있고 도쿠가와 이에야스의 능이 있는 닛코 동조궁과 767년에 세워진 후타라산 신사가 있는 일본과 해외 관광객들에게 인기 있는 관광지이다. 이 지역에는 또한 유명한 온천들이 있다.

## 개요
도시 중앙에 닛코 국립공원이 있다. 예로부터 일본에서는 "닛코를 보기 전에 훌륭하다고 하지 말라."는 말이 있다. 이미 8세기부터 불교 사원이 세워졌다. 1616년 도쿠가와 이에야스가 세상을 떠나자 동조궁을 건립하고 1617년에 그의 유골을 이곳에 안장했다. 이에야스의 손자인 쇼군 이에미쓰가 안장된 대유원(大猶院)도 유명하다. 동조궁, 대유원 등의 영향으로 오늘날에도 동조대권현(東照大権現, 이에야스의 신호)에 대한 존경 의식이 강하다.

## 지리
통합 후의 닛코시는 도치기현 북서쪽의 광대한 농촌 지역을 포함해 면적도 1,449.87km2로 늘어났다. 이는 일본에서 다카야마시, 하마마쓰시에 이어 세 번째로 넓은 것이다.
주젠지호와 게곤 폭포, 닛코 식물원이 있으며, 도시의 많은 산과 폭포는 수력 발전의 중요한 자원이 된다. 이 지역은 또한 구리, 알루미늄, 콘크리트 등을 채굴한다.

### 기후
닛코의 기후는 도쿄와 가까이 있기는 하지만 도쿄보다는 추운 편이다. 그 이유는 닛코시의 고도 때문이다. 닛코의 연평균 기온은 7°C 이고 가장 더운 달에도 22°C까지밖에 안 오르고 가장 추운 달에는 -8°C까지 떨어진다.
| 닛코시의 기후                                                | 닛코시의 기후 | 닛코시의 기후 | 닛코시의 기후 | 닛코시의 기후 | 닛코시의 기후 | 닛코시의 기후 | 닛코시의 기후 | 닛코시의 기후 | 닛코시의 기후 | 닛코시의 기후 | 닛코시의 기후 | 닛코시의 기후 | 닛코시의 기후 |
| 월                                                           | 1월           | 2월           | 3월           | 4월           | 5월           | 6월           | 7월           | 8월           | 9월           | 10월          | 11월          | 12월          | 연간          |
| ------------------------------------------------------------ | ------------- | ------------- | ------------- | ------------- | ------------- | ------------- | ------------- | ------------- | ------------- | ------------- | ------------- | ------------- | ------------- |
| 역대 최고 기온 °C (°F)                                       | 12.7 (54.9)   | 14.0 (57.2)   | 16.7 (62.1)   | 23.2 (73.8)   | 26.4 (79.5)   | 26.8 (80.2)   | 30.4 (86.7)   | 30.8 (87.4)   | 27.6 (81.7)   | 25.3 (77.5)   | 19.1 (66.4)   | 17.2 (63.0)   | 30.8 (87.4)   |
| 일평균 최고 기온 °C (°F)                                     | −0.3 (31.5)   | 0.6 (33.1)    | 4.2 (39.6)    | 10.1 (50.2)   | 15.3 (59.5)   | 18.0 (64.4)   | 22.1 (71.8)   | 22.9 (73.2)   | 18.9 (66.0)   | 13.7 (56.7)   | 8.6 (47.5)    | 2.8 (37.0)    | 11.4 (52.5)   |
| 일일 평균 기온 °C (°F)                                       | −3.9 (25.0)   | −3.5 (25.7)   | −0.3 (31.5)   | 5.1 (41.2)    | 10.3 (50.5)   | 14.0 (57.2)   | 18.2 (64.8)   | 18.8 (65.8)   | 15.2 (59.4)   | 9.6 (49.3)    | 4.4 (39.9)    | −1.0 (30.2)   | 7.2 (45.0)    |
| 일평균 최저 기온 °C (°F)                                     | −7.9 (17.8)   | −7.8 (18.0)   | −4.6 (23.7)   | 0.2 (32.4)    | 5.5 (41.9)    | 10.4 (50.7)   | 14.9 (58.8)   | 15.6 (60.1)   | 11.9 (53.4)   | 5.7 (42.3)    | 0.2 (32.4)    | −4.9 (23.2)   | 3.3 (37.9)    |
| 역대 최저 기온 °C (°F)                                       | −16.5 (2.3)   | −16.7 (1.9)   | −18.7 (−1.7)  | −11.0 (12.2)  | −5.4 (22.3)   | −0.4 (31.3)   | 3.7 (38.7)    | 6.0 (42.8)    | −0.2 (31.6)   | −3.9 (25.0)   | −9.7 (14.5)   | −14.7 (5.5)   | −18.7 (−1.7)  |
| 평균 강수량 mm (인치)                                        | 57.5 (2.26)   | 48.6 (1.91)   | 108.5 (4.27)  | 154.4 (6.08)  | 177.1 (6.97)  | 228.8 (9.01)  | 280.5 (11.04) | 332.5 (13.09) | 409.0 (16.10) | 240.9 (9.48)  | 97.6 (3.84)   | 58.4 (2.30)   | 2,202 (86.69) |
| 평균 강설량 cm (인치)                                        | 63 (25)       | 56 (22)       | 57 (22)       | 13 (5.1)      | 0 (0)         | 0 (0)         | 0 (0)         | 0 (0)         | 0 (0)         | 0 (0)         | 3 (1.2)       | 33 (13)       | 227 (89)      |
| 평균 강수일수 (≥ 1.0 mm)                                     | 6.4           | 6.6           | 9.5           | 10.7          | 11.3          | 14.3          | 16.4          | 15.3          | 14.4          | 11.1          | 6.7           | 6.2           | 128.9         |
| 평균 강설일수 (≥ 1 cm)                                       | 12.9          | 12.6          | 11.0          | 2.3           | 0.1           | 0             | 0             | 0             | 0             | 0             | 0.8           | 7.2           | 46.9          |
| 평균 상대 습도 (%)                                           | 66            | 65            | 67            | 69            | 75            | 87            | 88            | 89            | 88            | 83            | 73            | 69            | 77            |
| 평균 월간 일조시간                                           | 164.6         | 167.0         | 189.5         | 187.1         | 174.1         | 107.8         | 109.6         | 128.2         | 105.1         | 122.8         | 152.1         | 153.2         | 1,763.1       |
| 출처: 일본 기상청 (평년값: 1991년~2020년, 극값: 1944년~현재) |               |               |               |               |               |               |               |               |               |               |               |               |               |

### 인접한 자치체
- 도치기현
  - 가누마시
  - 나스시오바라시
  - 시오야군 시오야정
  - 우쓰노미야시
- 군마현
  - 도네군 가타시나촌
  - 누마타시
  - 미도리시
- 후쿠시마현
  - 미나미아이즈군
    - 미나미아이즈정
    - 히노에마타촌

## 역사
쇼도 쇼닌(勝道上人)은 766년에 린노지를 세웠고 이후 784년에는 주젠지를 세웠다. 닛코 마을은 이러한 절들 주변으로 발전하였다. 1617년에 닛코 동조궁이 완성되었고 에도 시대에 이 지역에 방문객을 오게 하는 주요 시설이 되었다. 많은 새로운 길들이 이 시기에 세워져 주변 지역에서 닛코로 접근하는 것을 편리하게 하였다. 닛코 동조궁, 후타라산 신사, 린노지는 현재 유네스코 세계유산으로 지정되어 있다.
메이지 시대에 닛코는 산 속의 휴양지로 개발되었고 특히 일본을 방문하는 외국인들에게 인기 있는 장소가 되었다. 1890년에 일본 철도(현재의 닛코선)이 개업하였고 1929년에는 도부 닛코선이 개업하였다.
1889년 4월 1일에 가미쓰가군 닛코정이 성립하였으며, 1954년에 이웃한 오코로가와촌을 합병해 시로 승격되었다. 2006년 3월 20일에는 주변에 있는 이마이치시(今市市), 가미쓰가군 아시오정(足尾町), 시오야군 후지하라정(藤原町), 구리야마촌(栗山村)과 통합하여 새로운 닛코시가 발족하였다. 시청은 지역 중심지이자 인구가 가장 많은 옛 이마이치시에 세워졌고 시 이름은 지명도가 높은 "닛코"가 채택되었다. 닛코 호텔도 여기서 유래하였다.

## 시설·건축물
- 기누가와 온천
- 닛코 국립공원
- 닛코 동조궁
- 닛코 식물원
- 후타라산 신사

## 교통

### 도로
- 닛코 우쓰노미야 도로
- 국도 제119호선
- 국도 제120호선
- 국도 제121호선
- 국도 제122호선
- 국도 제352호선
- 국도 제400호선
- 국도 제461호선

### 철도
- 도부 철도
  - 닛코선
  - 기누가와선
- 동일본 여객철도
  - 닛코선
- 야간 철도
  - 아이즈키누가와선
- 와타라세 계곡 철도
  - 와타라세 계곡선

## 인구
| 연도  | 인구    | ±%     |
| ----- | ------- | ------ |
| 1950  | 107,674 | —      |
| 1960  | 110,468 | +2.6%  |
| 1970  | 99,415  | −10.0% |
| 1980  | 97,515  | −1.9%  |
| 1990  | 97,859  | +0.4%  |
| 2000  | 98,143  | +0.3%  |
| 2010  | 90,064  | −8.2%  |
| 2015  | 83,386  | −7.4%  |
| 2020  | 80,239  | −3.8%  |
| 출처: |         |        |

## 자매 도시
- 팜스프링스( 미국 캘리포니아주, 1969년 7월 30일)
- 하치오지시( 일본 도쿄도, 1974년 4월 1일)
- 고라정( 일본 시가현, 1977년 4월 16일)
- 도마코마이시( 일본 홋카이도, 1982년 4월 16일)
- 래피드시티( 미국 사우스다코타주, 1993년 2월 7일)
- 오다와라시( 일본 가나가와현, 2006년 10월 20일)

## 우호 도시
- 경상북도 경주시(2009년 11월 11일)

## 출신자
- 이부카 마사루